# Jazz w wolnych chwilach
Jazz w wolnych chwilach – czwarty album polskiego rapera i producenta muzycznego O.S.T.R.-a. Ukazał się 5 grudnia 2003 roku. Jest to album dwupłytowy. Na pierwszym CD znalazło się 20, a na drugim 22 utwory, przy czym selekcji dokonano z ponad stu utworów. Płyta sprzedała się w ponad 10 000 egzemplarzach. 29 czerwca 2007 roku miała miejsce reedycja płyty.
W 2004 roku nagrania dotarły do 21. miejsca listy OLiS. W kwietniu 2022 roku album osiągnął certyfikat platynowej płyty.

## Lista utworów
Opracowano na podstawie materiału źródłowego.
| CD 1 1. "Jazz nocnym rytmem" - 4:41[A] 2. "Początek..." - 2:54[B] 3. "Co ty tu robisz?" (scratche: DJ Haem) – 4:09[C] 4. "Boże igrzysko cz. 2" (gitara: Marek Dulewicz) – 3:54 5. "Bałuty..." (scratche: DJ Romek) – 4:48[D] 6. "Problemy" (scratche: DJ Kostek) – 3:18 7. "Nie lubię poniedziałków" - 3:32[E] 8. "Luzzzzz" - 0:31 9. "Rap po godzinach" (scratche: DJ Haem) – 3:54[F] 10. "Życie" (scratche: DJ Haem) – 3:43 11. "W oceanie zmysłów" (scratche: DJ Haem) – 3:24[G] 12. "Wszystko co mam" (scratche: DJ Haem) – 3:05 13. "Korzenie" (scratche: DJ Haem) – 3:07[H] 14. "..." - 0:51 15. "Program" (scratche: DJ Kostek) – 4:08 16. "Z-Łodzi-eje" (scratche: DJ Kostek) – 3:27[I] 17. "Znam to" (scratche: DJ Haem) – 4:21 18. "Człowiek z przyszłości" - 3:08[J] 19. "Jak być...?" (scratche: DJ Kostek) – 4:18[K] 20. "Jazz w wolnych chwilach (ziom odpocznij)" (scratche: DJ Haem) – 3:49 |  | CD 2 1. "Huana" (scratche: DJ Haem) – 3:05 2. "30 sekund" (scratche: DJ Haem) – 3:47[L] 3. "Wehikuł czasu" (scratche: DJ Haem) – 3:19 4. "Dwie strony gry" (scratche: DJ Haem) – 3:26 5. "Gangsterskie opowieści" (scratche: DJ Kostek) – 3:16 6. "Słowo to siła" (scratche: DJ Haem, DJ Kostek) – 3:13 7. "Patent na luxus" (scratche: DJ Haem) – 3:17 8. "Luzzzzz" - 0:31 9. "4 Elementy" (scratche: DJ Funksion) – 2:45 10. "Hajabuza" - 3:25 11. "Skazany na RAP" (scratche: DJ Kostek, gitara: Marek Dulewicz) – 3:32[Ł] 12. "Zamach stanu" - 3:06 13. "Sztuka ulicy" (scratche: DJ Haem) – 3:19[M] 14. "Labirynt" - 2:48 15. "Blok" (scratche: DJ Kostek) – 3:52 16. "Mówisz..." - 2:55[N] 17. "Autobiografia" (scratche: DJ Haem) – 3:56 18. "Nic pod publikę" (scratche: DJ Kostek) – 2:55 19. "Cisza przed burzą" - 3:13[O] 20. "Kiedy mnie z tego zabierzesz" (scratche: DJ Haem) – 3:43[P] 21. "Samotność" (skrzypce: O.S.T.R.) – 4:38 22. "Tabasko: Pokoje" - 4:06 |

Notatki
- A^ W utworze wykorzystano sample z piosenki "Reciprocal Thords" w wykonaniu Bergendy[4].
- B^ W utworze wykorzystano sample z piosenki "Topsy Turvy" w wykonaniu The Real Thing[5].
- C^ W utworze wykorzystano sample z piosenek "Home at Last" w wykonaniu Steely Dan i "Walk on By" Isaaca Hayesa[6].
- D^ W utworze wykorzystano sample z piosenki "King George" w wykonaniu Roya Ayersa[7].
- E^ W utworze wykorzystano sample z piosenki "I Want Your Love" w wykonaniu Atlantic Starr[8].
- F^ W utworze wykorzystano sample z piosenki "Sierra Lonely" w wykonaniu O’Donela Levy’ego[9].
- G^ W utworze wykorzystano sample z piosenki "The Morning Song" w wykonaniu Lesa McCanna[10].
- H^ W utworze wykorzystano sample z piosenki "Dedicated" w wykonaniu Funkdoobiest[11].
- I^ W utworze wykorzystano sample z piosenek "Tajemnica" Fisza, "Teksty" zespołu Fenomen oraz "Grzech za grzech" O.S.T.R.-a[12].
- J^ W utworze wykorzystano sample z piosenki "Something for Nothing" w wykonaniu MFSB[13].
- K^ W utworze wykorzystano sample z piosenki "Time (Clock of the Heart)" w wykonaniu Culture Club[14].
- L^ W utworze wykorzystano sample z piosenki "Takin' It Back" w wykonaniu Toto[15].
- Ł^ W utworze wykorzystano sample z piosenki "Heart of Stone" w wykonaniu Silver Convention[16].
- M^ W utworze wykorzystano sample z piosenki "Aquarius" w wykonaniu Jamesa Lasta[17].
- N^ W utworze wykorzystano sample z piosenki "A Penny for Your Thoughts" w wykonaniu Tavares[18].
- O^ W utworze wykorzystano sample z piosenki "Fly, Robin, Fly" w wykonaniu Silver Convention[19].
- P^ W utworze wykorzystano sample z piosenki "Sensuality (Part 1 & 2)" w wykonaniu The Isley Brothers[20].